# NGC 6223
NGC 6223 est une très vaste galaxie lenticulaire située dans la constellation du Dragon. Sa vitesse par rapport au fond diffus cosmologique est de 5 702 ± 14 km/s, ce qui correspond à une distance de Hubble de 84,1 ± 5,9 Mpc (∼274 millions d'al). NGC 6223 a été découverte par l'astronome prussien Heinrich Louis d'Arrest en 1862.
En raison d'une brillance de surface égale à 14,10 mag/am2, on peut qualifier NGC 6223 de galaxie à faible brillance de surface (LSB en anglais pour low surface brightness). Les galaxies LSB sont des galaxies diffuses (D) avec une brillance de surface inférieure de moins d'une magnitude à celle du ciel nocturne ambiant.